# Julie Annery

a Compétitions nationales et continentales officielles uniquement.

b Matchs officiels uniquement.
Dernière mise à jour le 1 septembre 2017.
Julie Annery, née le 12 juin 1995, est une joueuse internationale française de rugby à XV occupant le poste de troisième ligne aile.
Avec le Stade bordelais, elle est triple championne de France (2023, 2024 et 2025).

## Biographie
Julie Annery commence la pratique du rugby à XV au collège, à Sarcelles.
Elle honore sa première cape internationale en équipe de France le 6 février 2015 contre l'Écosse lors du Tournoi des Six Nations.
En 2017, elle est retenue dans le groupe français pour disputer la Coupe du monde en Irlande,. Elle dispute la demi-finale de la compétition en tant que titulaire à la suite du forfait de Romane Ménager. Elle se fait remarquer lors de ce match, en particulier pour son activité défensive, avec trente plaquages réussis. Elle est de nouveau titularisée pour la petite finale malgré le retour de Romane Ménager, profitant de la mise sur la touche de Safi N'Diaye. Elle réalise une nouvelle bonne performance, offensivement et défensivement, et marque même un essai.
En 2022, elle est sélectionnée par Thomas Darracq pour disputer la Coupe du monde en Nouvelle-Zélande.
Avec son équipe du Stade bordelais, elle remporte le Championnat de France : elle participe notamment à la finale victorieuse des Lionnes contre le club de Blagnac Rugby le 10 juin 2023, qui clôt une saison de douze victoires en treize matchs.
En 2024, elle contribue à la défense du titre par le Stade bordelais après avoir participé à toutes les rencontres du championnat 2023-2024,.
Exploit renouvelé l'année suivante, le 31 mai 2025, après une victoire en finale contre le Stade toulousain pour le Championnat de France.

## Palmarès
- Vainqueur du Championnat de France en 2023, 2024 et 2025.